# مكسيموس المعترف
مكسيموس المعترف ويُعرف أيضاً باسم مكسيموس اللاهوتي أو مكسيموس القسطنطينية (ق. 580 - 13 أغسطس 662) راهب مسيحي ولاهوتي وباحث ديني.
بدأ مكسيموس حياته موظفاً حكومياً، ومساعدًا لهرقل الإمبراطور البيزنطي، إلا أنَّه اعتزل الحياة السياسية واتجه نحو الحياة الرهبانية. درس خلال حياته في مدارس فلسفية متنوعة كانت منتشرة في ذلك العصر مثل الحوارات الأفلاطونية وأعمال أرسطو وغيرهم من المعلقين على أعمالهم أمثال أفلوطين وفورفوريوس الصوري وباميليخوس وبرقليس.
عندما بدأ أحد أقرانه بتبني الموقف الكرستولوجي المعروف باسم مونوثيليتية، انجذب ماكسيموس إلى الجدلية، وأيد الصيغة الخلقيدونية التي تؤكد كون المسيح له إرادتين بشرية وإلهية. يعترف بقداسة مكسيموس في كل من الكنائس الأرثوذكسية الشرقية والكاثوليكية . اضطهد في نهاية حياته بسبب موقفه من الكريستولوجية وبُتر لسانه ويده اليمنى.
نُفي بعدها وتوفي في 13 من أغسطس آب في مدينة تساغيري التي تقع في جورجيا اليوم، لكنَّ المجمع المسكوني الثالث بجَّل أعماله ورٌسم قديساً بعد وفاته. ويتميز القديس مكسيموس عن العديد من القديسين بالاحتفال به مرتين في العام، الأول تاريخ وفاته في 13 أغسطس والثاني 21 يناير. لُقب مكسيموس بالمعترف لأنه عانى من اعترافه بالمسيح والإيمان المسيحي، لكنَّه لم يُستشهد مباشرة بسببه.

## حياته

### النشأة
لا توجد كثير من المعلومات عن طفولة مكسيموس أو حياته قبل التحاقه بالحياة الدينية وجداله السياسي والديني حول الكرستولوجيا.